# 松本宗吾
松本 宗吾（まつもと そうご、1877年8月17日 - 1945年8月5日）は、日本の政治家。衆議院議員（1期）。

## 経歴
愛知県出身。同志社、慶應義塾で学び、アメリカへ留学する。イーストマンカレッジ、エール大学卒。マスター・オブ・アーツの学位を受ける。貿易商となり、ニューヨークに松本商会を、東京に松本貿易(資)を創立する。また、松本印刷工場を経営し、メキシコに石油発掘権を獲得する。ニューヨークにニファー・イースタン・カルチャーセンターを開設する。
1912年の第11回衆議院議員総選挙において三重県郡部から立憲政友会公認でで立候補したが落選した。翌1913年5月に岡八の辞職による繰り上げ補充で議員となる。衆議院議員を1期務め、1915年の第12回衆議院議員総選挙には出馬しなかった。1945年に死去した。